# Ouled Said
Ouled Said é uma cidade e comuna localizada na província de Adrar, no centro-sul da Argélia. Em 2008, sua população era de 8 219 habitantes.